# Willihard Thomsson
Willihard Thomsson – szwedzki żużlowiec, występujący również na torach długich i lodowych.
W latach 1965–1973 dziewięciokrotny finalista indywidualnych mistrzostw Europy oraz świata na długim torze; najlepsze wyniki: dwukrotnie V miejsca (Mühldorf 1968, Oslo 1969), VII miejsce (Mühldorf 1966) oraz VIII miejsce (Scheeßel 1967). Dwukrotny zwycięzca indywidualnych mistrzostwa Krajów Nordyckich na długim torze (1968, 1971).
Dwukrotny złoty medalista młodzieżowych indywidualnych mistrzostw Szwecji (Mariestad 1960, Avesta 1961). Brązowy medalista mistrzostw Szwecji par (1963). Trzykrotny finalista indywidualnych mistrzostw Szwecji (najlepszy wynik: Sztokholm 1963 – XIV miejsce). Trzykrotny uczestnik eliminacji indywidualnych mistrzostw świata (najlepszy wynik: Odense 1964 – XII miejsce w finale skandynawskim).
W lidze szwedzkiej reprezentował m.in. kluby: Algarna (1959), Folkare Avesta (1960–1962), Monarkerna Sztokholm (1963) oraz Masarna Avesta (1964–1965).